# 第5回ワシントンD.C.映画批評家協会賞
5th WAFCA Awards

2006年
作品賞: 

 ユナイテッド93 
第5回ワシントンD.C.映画批評家協会賞は、2006年12月11日に行われた。

## 受賞者一覧
主演男優賞
- フォレスト・ウィテカー - 『ラストキング・オブ・スコットランド』

主演女優賞
- ヘレン・ミレン - 『クィーン』

アニメ映画賞
- 『ハッピー フィート』

美術監督賞
- 『マリー・アントワネット』

ブレイクスルー演技賞
- ジェニファー・ハドソン - 『ドリームガールズ』

キャスト賞
- 『リトル・ミス・サンシャイン』

監督賞
- マーティン・スコセッシ - 『ディパーテッド』

ドキュメンタリー映画賞
- 『不都合な真実』

作品賞
- 『ユナイテッド93』

外国語映画賞
- 『パンズ・ラビリンス』 ( メキシコ スペイン アメリカ合衆国)

脚色賞
- 『サンキュー・スモーキング』 - ジェイソン・ライトマン

脚本賞
- 『リトル・ミス・サンシャイン』 - マイケル・アーント

助演男優賞
- ジャイモン・フンスー - 『ブラッド・ダイヤモンド』

助演女優賞
- ジェニファー・ハドソン - 『ドリームガールズ』